# 静岡県の地域
静岡県の地域（しずおかけんのちいき）について解説する。
市町村合併により境界が適宜変更がされているので、以下の地域区分は過去において有効であることは保証しない。

## 三分割または四分割による区分

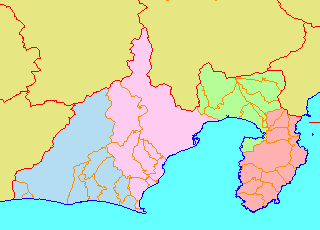
■西部、■中部、東部（■東部・■伊豆）

三分割
静岡県の最も基本的な地域区分として西部（牧之原台地以西）、中部（牧之原台地 - 富士川）、東部（富士川以東）の三分割があげられ、三地域のバランスが重視される。ただ富士川より西にあり中部であった旧庵原郡富士川町が2008年11月の富士市に編入されたことで富士川による境は実質なくなってしまった。自動車ナンバープレートの範囲もこの地域区分で、西部は浜松ナンバー、中部は静岡ナンバー、東部は沼津ナンバーになっていたが、東部はご当地ナンバーの導入により、2006年10月に「伊豆ナンバー」が、2008年11月に「富士山ナンバー」導入されナンバープレートによって静岡県を3分するのは困難になった（ただ伊豆ナンバーも富士山ナンバーも沼津事務所管轄である）。
四分割
西部、中部に加えて、前述の東部をさらに東部（富士川以東の旧駿河国）と伊豆（旧伊豆国）に分割した地域区分である。天気予報がこの区分で発表されることから、県民には馴染み深いものになっている。ただし、伊豆に含まれるエリアの最大の都市の三島市は天気予報では東部として扱われている。2005年4月の田方郡戸田村の沼津市への合併によって旧戸田村は天気予報で伊豆から東部となった。また、2004年4月榛原郡御前崎町と小笠郡浜岡町が合併したことによる御前崎市の成立で、旧御前崎町は中部から西部となった（御前崎が西部となったため強風波浪注意報が中部に出やすかったのが、西部に出やすくなった）。また、2008年11月の富士川町の富士市への合併によって旧富士川町は中部から東部となった。

### 西部
遠江国（遠州）から榛原郡（はいばらぐん）を除いた部分に相当する。浜松市を中心とした地域で、自動車やオートバイ、楽器の世界のトップメーカーが集積し、県内一の工業地域になっている。浜名湖周辺が観光スポット。遠州地域と呼ばれることが多く、西側の湖西市や浜松市を西遠、磐田市～御前崎市を中遠や中東遠と呼ぶこともある。また旧小笠郡三市は東遠と分ける場合もある。歴史的に愛知県の東三河や天竜川の水運で繋がっていた長野県の南信との結び付きが強い。（⇒三遠南信）首都圏と京阪神の中間に位置しており、方言の東西分岐である糸魚川浜名湖線や食文化の関東風と関西風の混在などがある。
地域の詳細については、遠江国も参照
地域
- 浜松市、磐田市、掛川市、袋井市、湖西市、御前崎市、菊川市
- 周智郡：森町

### 中部
駿河国のうち富士川以西と、遠江国のうち牧之原台地以東に相当する。静岡市を中心とした地域。清水港を中心とした貿易や、焼津漁港の漁業が盛ん。工業ではプラモデルや缶詰、大井川流域の工業地域などがあり、国内のCDやソフトウェアパッケージの多くの生産はこの地域で行われている。牧之原台地は日本有数の茶の産地である。静岡市北部は標高3,000mの南アルプス。フォッサマグナの西南端にあたる。安倍川により形成された静岡平野と大井川により形成された志太平野の2つの平野を有し、志太平野と大井川上流の山間部を静岡市と分けて志太榛原と呼ぶことがある。
地域
- 静岡市、島田市、焼津市、藤枝市、牧之原市
- 榛原郡：吉田町 - 川根本町

### 東部
沼津市と三島市を中心とした沼津三島(駿東田方)と、富士市を中心とした富士(岳南)、下田市を中心とした賀茂など都市圏・生活圏単位で分けられ、熱海市・伊東市の都市も個性が強く多極的。沼津三島(駿東田方)は地理的に京浜工業地帯との結びつきが強く工業都市としての側面を持つ。富士市では製紙業が盛んで、伊豆半島や富士山周辺は富士箱根伊豆国立公園に属し首都圏などからの観光客でにぎわう。また首都圏の通勤圏となるためベッドタウン化が進んでいる。
現在、静岡県の富士市と沼津市を中心とした東部と伊豆地方（沼津市・三島市・裾野市・御殿場市・伊豆の国市・小山町・函南町・清水町・長泉町）の広域合併により約64万人規模の県内第3の政令指定都市を構想している。ただし、参加する自治体の財政が健全で合併の必要性が薄いことや、駿河と伊豆という旧国の心理的な壁が影響し、進展していない。
地域
- （狭義の）東部：駿河国のうち富士川以東に相当する（ただし富士市と富士宮市は富士川の両岸にまたがっているが、東部に含める）。
  - 富士市、沼津市、御殿場市、富士宮市、裾野市
  - 駿東郡：清水町 - 長泉町 - 小山町
- 伊豆地方：伊豆諸島を除く伊豆国に相当する。
  - 熱海市、三島市、伊東市、下田市、伊豆市、伊豆の国市
  - 賀茂郡：東伊豆町 - 河津町 - 南伊豆町 - 松崎町 - 西伊豆町
  - 田方郡：函南町

## 総合庁舎管轄地域

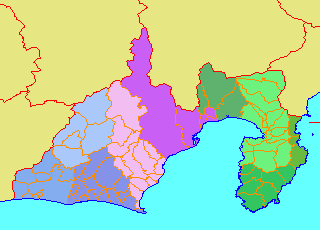
総合庁舎管轄地域区分
■下田、■熱海、■東部
■富士、■静岡、■藤枝
■中遠、■北遠、■浜松

県の出先機関である総合庁舎の地域区分。普段の生活ではあまり意識されないが、概ね生活圏ごとに設置されている。
総合庁舎
（括弧内は設置されている市）
- 下田総合庁舎（下田市）
  - 下田市
  - 賀茂郡：東伊豆町 - 河津町 - 南伊豆町 - 松崎町 - 西伊豆町
- 熱海総合庁舎（熱海市）
  - 熱海市、伊東市
- 東部総合庁舎（沼津市）
  - 沼津市、御殿場市、裾野市、三島市、伊豆市、伊豆の国市
  - 田方郡：函南町
  - 駿東郡：清水町 - 長泉町 - 小山町
- 富士総合庁舎（富士市）
  - 富士市、富士宮市
- 静岡総合庁舎（静岡市駿河区）
  - 静岡市
- 藤枝総合庁舎（藤枝市）
  - 藤枝市、島田市、焼津市、牧之原市
  - 榛原郡：吉田町 - 川根本町
- 中遠総合庁舎（磐田市）
  - 磐田市、掛川市、袋井市、御前崎市、菊川市
  - 周智郡：森町
- 北遠総合庁舎（浜松市天竜区）
  - 浜松市（天竜区）
- 浜松総合庁舎（浜松市中央区）
  - 浜松市（天竜区以外）、湖西市

従来は、上記の各総合庁舎に県の以下の出先機関が設置されていた。
しかし、市町村合併が進んだことに加え、静岡市及び浜松市の政令指定都市移行に伴う権限委譲の関係もあり、2005年度以降に出先機関の大幅な再編を行うことが決定され、一部は実施済みである。主な出先機関は、賀茂（下田総合庁舎）、東部（東部総合庁舎）、中部（藤枝総合庁舎）、西部（中遠総合庁舎）の4ヶ所に再編されつつある。そのため、業務によっては、別の地域の総合事務所に所在する出先機関が管轄していることもある。
|          |    | 総合庁舎                | 下田         | 熱海         | 東部         | 富士         | 静岡                              | 藤枝                              | 中遠                              | 北遠                              | 浜松                              | |
| -------- | -- | ----------------------- | ------------ | ------------ | ------------ | ------------ | --------------------------------- | --------------------------------- | --------------------------------- | --------------------------------- | --------------------------------- | --- |
| 行政     | 旧 | 県行政センター          | 伊豆         | 熱海         | 東部         | 富士         | 中部                              | 志太榛原                          | 中遠                              | 北遠                              | 西部                              | |
| 行政     | 新 | 地域防災局              | 賀茂         | 東部（沼津） | 東部（沼津） | 東部（沼津） | 中部（藤枝）                      | 中部（藤枝）                      | 西部（磐田）                      | 西部（磐田）                      | 西部（磐田）                      | 2005年4月1日再編 旅券センターと県民相談室は県民生活センターの出先機関である                                                                                         |
| 行政     | 新 | 地域支援局              | 賀茂         | 東部（沼津） | 東部（沼津） | 東部（沼津） | 中部（藤枝）                      | 中部（藤枝）                      | 西部（磐田）                      | 西部（磐田）                      | 西部（磐田）                      | 2005年4月1日再編 旅券センターと県民相談室は県民生活センターの出先機関である                                                                                         |
| 行政     | 新 | 県民生活センター        | 賀茂         | 東部（沼津） | 東部（沼津） | 東部（沼津） | 中部（静岡）                      | 中部（静岡）                      | 西部（浜松）                      | 西部（浜松）                      | 西部（浜松）                      | 2005年4月1日再編 旅券センターと県民相談室は県民生活センターの出先機関である                                                                                         |
| 行政     | 新 | （旅券センター）        |              | 熱海         |              | 富士         |                                   | 藤枝                              | 中遠                              | 北遠                              |                                   | 2005年4月1日再編 旅券センターと県民相談室は県民生活センターの出先機関である                                                                                         |
| 行政     | 新 | （県民相談室）          |              | 熱海         |              | 富士         |                                   | 藤枝                              | 中遠                              | 北遠                              |                                   | 2005年4月1日再編 旅券センターと県民相談室は県民生活センターの出先機関である                                                                                         |
| 健康福祉 | 旧 | 健康福祉センター 保健所 | 伊豆         | 熱海         | 東部 御殿場  | 富士         | 志太榛原（藤枝） ［静岡市を除く］ | 志太榛原（藤枝） ［静岡市を除く］ | 中東遠                            | 北遠                              | 西部 ［浜松市を除く］             | 2005年4月1日 賀茂、中部健康福祉センターの名称変更 2005年7月1日 再編 静岡市と浜松市は市独自の保健所を持っている ※ 富士川町は2006年4月1日から中部から富士へ管轄を変更 |
| 健康福祉 | 新 | 健康福祉センター 保健所 | 賀茂         | 熱海         | 東部 御殿場  | 富士※        | 中部（藤枝） ［静岡市を除く］     | 中部（藤枝） ［静岡市を除く］     | 西部（磐田） ［浜松市を除く］     | 西部（磐田） ［浜松市を除く］     | 西部（磐田） ［浜松市を除く］     | 2005年4月1日 賀茂、中部健康福祉センターの名称変更 2005年7月1日 再編 静岡市と浜松市は市独自の保健所を持っている ※ 富士川町は2006年4月1日から中部から富士へ管轄を変更 |
| 農林     | 旧 | 農林事務所              | 伊豆         | 東部（沼津） | 東部（沼津） | 富士         | 中部                              | 志太榛原                          | 中東遠                            | 北遠                              | 西部                              | 2007年4月1日再編予定 2005年4月1日 賀茂農林事務所の名称変更 |
| 農林     | 新 | 農林事務所              | 賀茂         | 東部（沼津） | 東部（沼津） | 富士         | 中部                              | 志太榛原                          | 中遠                              | 西部                              | 西部                              | 2007年4月1日再編予定 2005年4月1日 賀茂農林事務所の名称変更 |
| 土木     | 旧 | 土木事務所              | 下田         | 熱海         | 沼津         | 富士         | 静岡                              | 島田 御前崎                       | 袋井                              | 天竜                              | 浜松                              | 2007年4月1日再編予定 |
| 土木     | 新 | 土木事務所              | 下田         | 熱海         | 沼津         | 富士         | 静岡                              | 島田 御前崎                       | 袋井                              | 浜松                              | 浜松                              | 2007年4月1日再編予定 |
| 県税     | 旧 | 財務事務所              | 下田         | 熱海         | 沼津         | 富士         | 静岡                              | 藤枝                              | 磐田                              | 磐田                              | 浜松                              | 2014年1月1日再編 |
| 県税     | 新 | 財務事務所              | 下田         | 沼津         | 沼津         | 沼津         | 静岡                              | 静岡                              | 浜松                              | 浜松                              | 浜松                              | 2014年1月1日再編 |
| 教育     | 旧 | 教育事務所              | 東部（沼津） | 東部（沼津） | 東部（沼津） | 東部（沼津） | 中部（静岡）                      | 中部（静岡）                      | 西部（浜松）                      | 西部（浜松）                      | 西部（浜松）                      | 2007年4月1日再編予定 静西教育事務所は静岡県総合教育センター内に設置                                                                                                 |
| 教育     | 新 | 教育事務所              | 静東（沼津） | 静東（沼津） | 静東（沼津） | 静東（沼津） | 静西（掛川） [静岡、浜松市を除く] | 静西（掛川） [静岡、浜松市を除く] | 静西（掛川） [静岡、浜松市を除く] | 静西（掛川） [静岡、浜松市を除く] | 静西（掛川） [静岡、浜松市を除く] | 2007年4月1日再編予定 静西教育事務所は静岡県総合教育センター内に設置                                                                                                 |

## 人口統計上の分類
県は、統計の際には、県下を5つの地域に分類している。
| 県全体の人口 | 県全体の人口                                                                            | 統計日       | 統計日       |
| ------------ | --------------------------------------------------------------------------------------- | ------------ | ------------ |
| 3,509,835人  | 3,509,835人                                                                             | 2025年3月1日 | 2025年3月1日 |
| 地域         | 構成市                                                                                  | 人口         | 比率         |
| 伊豆半島     | 熱海市、伊東市、下田市 伊豆市、伊豆の国市、賀茂郡                                       | 217,306人    | 6.2%         |
| 東部         | 沼津市、三島市、富士宮市 富士市、御殿場市、裾野市 田方郡、駿東郡                        | 904,170人    | 25.8%        |
| 中部         | 静岡市                                                                                  | 669,584人    | 19.1%        |
| 志榛・中東遠 | 島田市、磐田市、焼津市 掛川市、藤枝市、袋井市 御前崎市、菊川市、牧之原市 榛原郡、周智郡 | 890,455人    | 25.4%        |
| 西部         | 浜松市、湖西市                                                                          | 828,320人    | 23.6%        |

- データ出典：静岡県『静岡県人口推計』（推計人口、2025年3月1日現在：データ解説参照）

## 都市圏

### 都市雇用圏（10% 通勤圏）の変遷
- 都市雇用圏が成立していない場合は、灰色かつ「－」で示す。

| 都市圏       | 1980年    | 1990年    | 1995年      | 2000年      | 2005年      | 2010年      | 2015年      |
| ------------ | --------- | --------- | ----------- | ----------- | ----------- | ----------- | ----------- |
| 下田都市圏   | 42,724人  | -         | -           | -           | -           | -           | -           |
| 伊東都市圏   | 69,638人  | 71,218人  | 72,284人    | 71,715人    | 72,441人    | 71,437人    | 88,272人    |
| 熱海都市圏   | 50,082人  | 47,193人  | 45,610人    | 42,935人    | 41,202人    | 39,611人    | 37,544人    |
| 御殿場都市圏 | 92,466人  | 103,079人 | 104,583人   | 157,450人   | 160,516人   | 164,205人   | 160,312人   |
| 沼津都市圏   | 487,606人 | 494,978人 | 505,536人   | 458,330人   | 516,364人   | 509,249人   | 497,258人   |
| 富士都市圏   | 345,720人 | 386,240人 | 391,005人   | 399,490人   | 384,773人   | 395,039人   | 387,236人   |
| 静岡都市圏   | 966,074人 | 991,708人 | 1,002,032人 | 999,360人   | 1,008,368人 | 1,001,597人 | 988,056人   |
| 島田都市圏   | 92,562人  | 95,841人  | 96,511人    | 96,074人    | 102,108人   | 108,350人   | 105,304人   |
| 掛川都市圏   | 64,843人  | 72,779人  | 107,514人   | 111,743人   | 200,631人   | 198,104人   | 193,943人   |
| 袋井都市圏   | -         | 74,237人  | 78,346人    | 99,406人    | 浜松 都市圏 | 浜松 都市圏 | 浜松 都市圏 |
| 浜松都市圏   | 825,503人 | 888,239人 | 912,642人   | 919,933人   | 1,139,189人 | 1,133,879人 | 1,129,296人 |
| 湖西都市圏   | -         | 59,926人  | 豊橋 都市圏 | 豊橋 都市圏 | 浜松 都市圏 | 浜松 都市圏 | 浜松 都市圏 |

### 総務省定義都市圏(1.5% 都市圏（通勤通学圏）)
| 都市圏     | 2000年      | 2005年      | 2010年                         | 2015年                         |
| ---------- | ----------- | ----------- | ------------------------------ | ------------------------------ |
| 静岡都市圏 | -           | 1,427,107人 | 静岡・浜松大都市圏 2,741,028人 | 静岡・浜松大都市圏 2,842,151人 |
| 浜松都市圏 | 1,226,890人 | 1,304,548人 | 静岡・浜松大都市圏 2,741,028人 | 静岡・浜松大都市圏 2,842,151人 |

### 国土交通省定義都市圏
| 2000年           | 2019年                   |
| ---------------- | ------------------------ |
| 静岡都市圏       | 静岡中部都市圏（静岡市） |
| 浜松都市圏       | 西遠都市圏（浜松市）     |
| 富士・沼津都市圏 | 東駿河湾都市圏（沼津市） |
| 富士・沼津都市圏 | 岳南都市圏（富士市）     |

## 公立高校の通学区域
2008年まで、県立高校全日制普通科進学に際し適用されていた学区の地域区分。10学区制を採用していた。
- 第1学区（賀茂学区）：下田市、賀茂郡
- 第2学区（田方学区）：田方郡、三島市、熱海市、伊東市、伊豆市、伊豆の国市、長泉町、清水町
- 第3学区（沼駿学区）：小山町、御殿場市、裾野市、沼津市
- 第4学区（富士学区）：富士市、富士宮市
- 第5学区（清庵学区）：静岡市清水区　※庵原高校に限り、富士市（旧富士川町地域）も含んでいた。
- 第6学区（静岡学区）：静岡市葵区、駿河区
- 第7学区（志榛学区）：榛原郡、焼津市、藤枝市、島田市、牧之原市
- 第8学区（小笠学区）：掛川市、菊川市、御前崎市
- 第9学区（磐周学区）：周智郡、袋井市、磐田市、浜松市（天竜区となる地域＝旧天竜市、磐田郡、春野町）
- 第10学区（西遠学区）：浜松市（上記以外）、湖西市